# Les Cases Bessones (Sitges)
Les Cases Bessones és una obra de Sitges (Garraf) inclosa a l'Inventari del Patrimoni Arquitectònic de Catalunya.

## Descripció
Es tracta de dos edificis contigus d'estructura idèntica, tot i que en diferències acusades a la planta baixa degudes a la modificació posteriors a la construcció original. En conjunt, però se'ls pot descriure com a edificis entre mitgeres de planta baixa i pis que presenten un balcó amb dues obertures rectangulars i barana que recorre tota la façana. Són, de fet, edificis d'estructura senzilla i sobris en la decoració exterior, limitada a les motllures, que emmarquen la part superior de les obertures del primer pis i a l'acabament sinuós de la façana, coronat amb una acant centrat.

## Història
D'acord amb la documentació que es conserva a l'Arxiu Històric Municipal de Sitges, Joan Duran i Ferret i Gregori Mirabent Hill van sol·licitar el 31-7-1916 permís a l'Ajuntament per a la construcció de dues cases. El projecte el signava el mestre d'obres Josep Graner. L'autorització es va concedir el 22-9-1916. L'obra que es va realitzar diferia del projecte inicial i,a més, altres modificacions efectuades al llarg dels anys han alterat en part l'estil arquitectònic original d'aquests edificis.